# متلازمة شي دراجر
متلازمة شي دراجر (بالإنجليزية: Shy-Drager syndrome)‏ هي متلازمة تتميز بضمور متعدد الأنظمة للجهاز العصبي المركزي، حيث تتدهور العديد من الأنظمة الوظيفية.
نظرًا لاضطرابات الحركة الشبيهة بمرض باركنسون، يتم احتسابها أيضًا من بين متلازمات باركنسون. تم وصف المرض في عام 1960 بواسطة جي ميلتون شي (1919-1967) وجلين دراجر (1917-1967). بشكل عام، لا ينبغي استخدام مصطلح متلازمة شي دراجر اليوم. بدلاً من ذلك، يتم احتساب المتلازمة من بين الضمور الجهازي المتعدد المصاحب لأعراض باركنسون.

## الأعراض
غالبًا ما تكون الشكاوى الأولى هي انخفاض ضغط الدم الانتصابي عند الوقوف، والذي لا يتم تنظيمه عن طريق زيادة معدل النبض. نتيجة لذلك، تشيع الدوخة والدوار والاضطرابات البصرية، خاصة عند الوقوف. في الدورة اللاحقة، تحدث حالات مثل نقص التعرق، والعجز الجنسي واضطراب وسلس البول أو البراز، ولكن أيضًا أعراض فشل الأنظمة الأخرى: اضطرابات الحركة الشبيهة بالباركنسون، وشلل في عضلات العين، ضعف العضلات - الهزال وأعراض المخيخ. الخرف ليس جزءًا من الصورة السريرية.

## العلاج
هذا المرض غير قابل للشفاء حاليا. ولا يمكن إيقاف تقدمه بشكل فعال. يمكن تخفيف الأعراض بمحاكيات الودي وأدوية ليفودوبا. متوسط وقت البقاء على قيد الحياة بعد ظهور الأعراض الأولى هو عدة سنوات.